# Vålasjön
Vålasjön är en sjö i Orsa kommun i Dalarna och ingår i Dalälvens huvudavrinningsområde. Sjön har en area på 0,277 kvadratkilometer och ligger 513 meter över havet. Sjön avvattnas av vattendraget Vålvasslan. Vid provfiske har abborre, elritsa och öring fångats i sjön.

## Delavrinningsområde
Vålasjön ingår i det delavrinningsområde (680417-143568) som SMHI kallar för Namn saknas. Medelhöjden är 524 meter över havet och ytan är 16,9 kvadratkilometer. Det finns inga avrinningsområden uppströms utan avrinningsområdet är högsta punkten. Vålvasslan som avvattnar avrinningsområdet har biflödesordning 4, vilket innebär att vattnet flödar genom totalt 4 vattendrag innan det når havet efter 369 kilometer. Avrinningsområdet består mestadels av skog (73 procent) och sankmarker (23 procent). Avrinningsområdet har 0,28 kvadratkilometer vattenytor vilket ger det en sjöprocent på 1,6 procent.